# 那霸機場站
26°12′23.3″N 127°39′8.1″E / 26.206472°N 127.652250°E

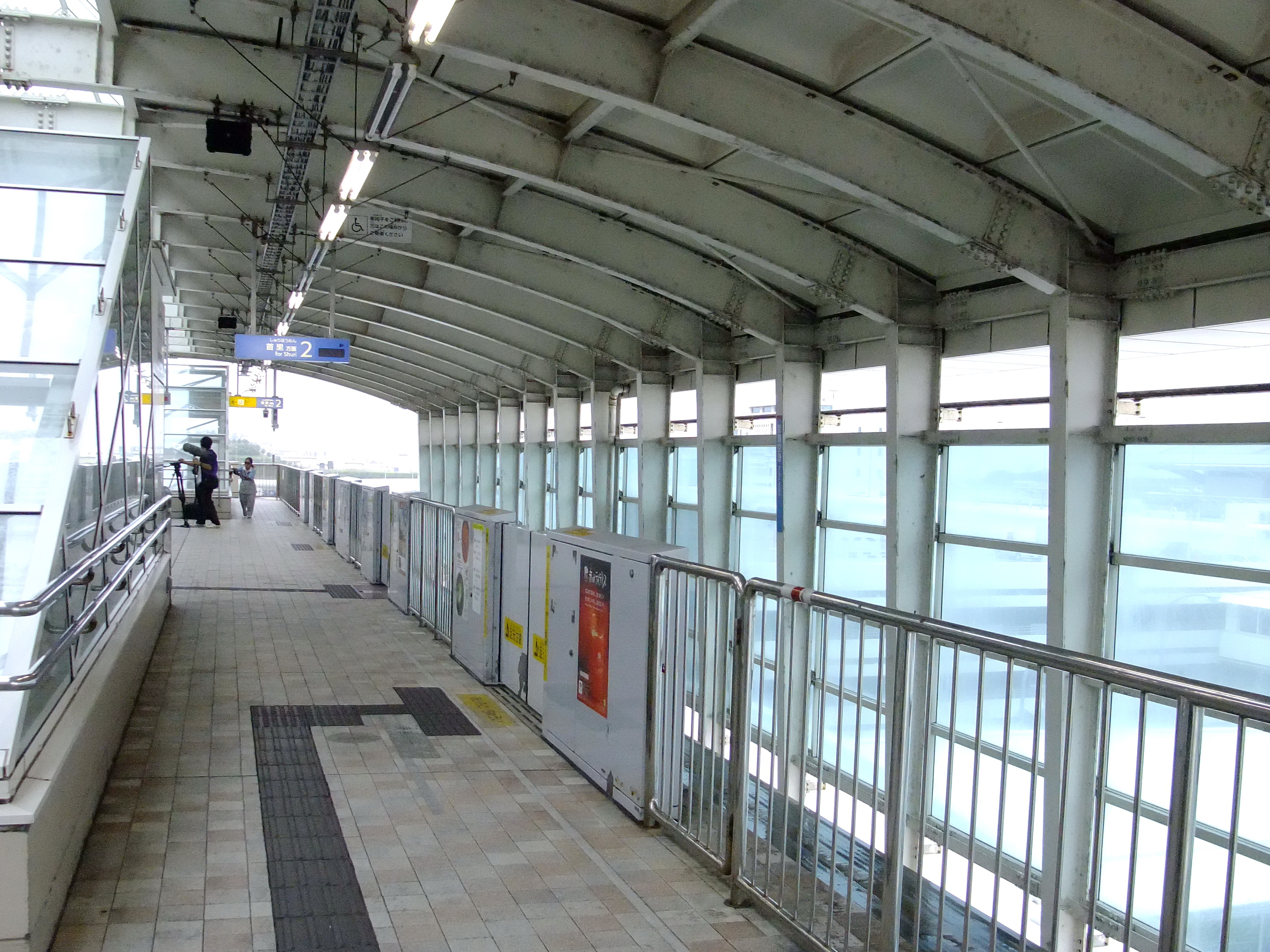
那霸機場站月台

那霸機場站（日语：／ Naha-kūkō eki */?）是位於日本沖繩縣那霸市，屬於沖繩都市單軌電車線的車站，車站位於127度39分8秒是日本境內最西面的車站，亦是日本最西面及最南面的機場鐵路站。

## 車站構造
- 島式月台1面2線。除高峰時段外主要使用1號月台。
- 有自動電梯的設備。
- 該站的檢票口層和那霸機場航站樓（出發大廳）的2層通過連接通道由同一平面連接，並且該通道附有自動人行道，但由於老化，於2022年9月被廢除。 由於那霸機場的到達大廳位於機場候機樓的1樓，因此與該站不在同一平面上相連，因此考慮到到達旅客的行李便攜性，允許使用機場提供的從候機樓到車站前方的手推車。

### 月台配置
| 月台 | 路線                | 目的地                                       |
| ---- | ------------------- | -------------------------------------------- |
| 1、2 | ■沖繩都市單軌電車線 | 小祿、縣廳前、牧志、歌町、首里、日子浦西方向 |

## 歷史
- 2003年8月10日：啟用。
- 2004年7月12日：設置日本最西端車站紀念碑，並舉行揭幕儀式。
- 2014年10月20日：可以使用IC卡“OKICA”
- 2020年3月10日：可以使用IC卡“Suica”

## 利用狀況
| 年度 | 1日平均乗車人數 |
| ---- | --------------- |
| 2003 | 4,503           |
| 2004 | 3,350           |
| 2005 | 4,072           |
| 2006 | 4,396           |
| 2007 | 4,591           |
| 2008 | 4,757           |
| 2009 | 4,209           |
| 2010 | 4,128           |
| 2011 | 4,069           |
| 2012 | 4,587           |
| 2013 | 4,706           |
| 2014 | 4,842           |
| 2015 | 5,269           |
| 2016 | 5,858           |
| 2017 | 6,501           |
| 2018 | 7,027           |
| 2019 | 7,191           |
| 2020 | 2,662           |
| 2021 | 3,082           |
| 2022 | 5,995           |

## 車站周邊設施
- 那霸機場
- 那霸航空交通管制部
- 陸上自衛隊那霸駐屯地
- 航空自衛隊那霸基地
- 國道332號
- 沖繩縣道231號那霸機場線
- 沖繩都市單軌鐵路總公司

## 相鄰車站
沖繩都市單軌電車
■沖繩都市單軌電車線
那霸機場（1）－赤嶺（2）

### 日本車站的極點
那霸機場車站是全日本位置最西的鐵路車站，至於日本其他位置最極端的車站，還包括了：
- 稚內站：是JR系統與全日本最北方的車站，位於北海道道北地區。
- 東根室站：日本與JR最東端的車站，位於北海道道東地區。
- 佐世保站：JR最西端的車站，位於九州西北部。
- 田平平戶口站（たびら平戸口駅）：日本本土最西邊的車站，是松浦鐵道西九州線的車站，原本一度是日本全國最西端的車站，但在沖繩都市單軌線（沖縄都市モノレール線）通車後失去了全日本最西的地位。
- 西大山站：原為日本最南端車站，但在沖繩島上的沖繩都市單軌線通車後就失去了全日本最南車站的地位，但仍然是JR系統裡最南端的車站。
- 赤嶺站：日本最南端車站，是沖繩都市單軌線的南端車站。

## 外部連結
- 沖繩都市單軌電車 – 那霸機場站 （页面存档备份，存于）（日語）（英文）（繁體中文）（简体中文）